# Centrum Łopuszańska 22

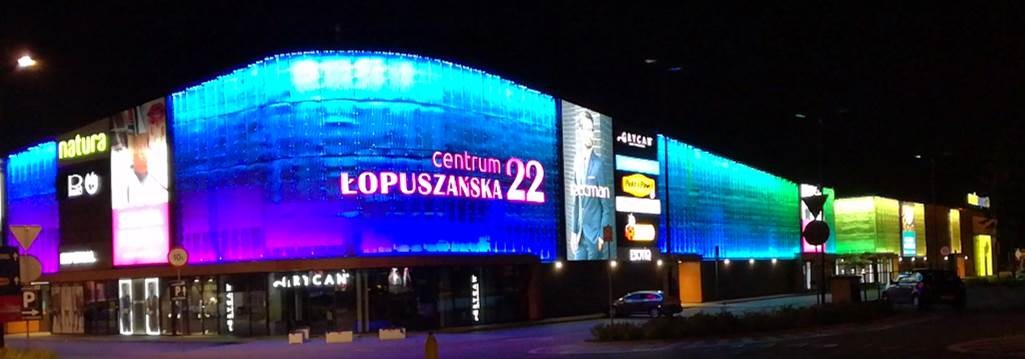
Centrum Łopuszańska 22 nocą

Centrum Łopuszańska 22 – centrum handlowo-usługowe znajdujące się przy ul. Łopuszańskiej 22 w warszawskiej dzielnicy Włochy.

## Opis
Centrum Łopuszańska 22 to jednokondygnacyjny obiekt o powierzchni całkowitej 28 tys. m², w tym 17,5 tys. powierzchni handlowej. W czerwcu 2017 roku Centrum Łopuszańska 22 zastąpiło powstałe w 2015 roku Modo Domy Mody
Za projekt architektoniczny centrum odpowiadało Biuro APA Wojciechowski z Warszawy, a generalnym wykonawcą była spółka Fundamental Group.
W 2020 działało tam 130 sklepów, punkty usługowe oraz 11 restauracji i barów. 
Obiekt dysponuje trzema strefami parkingowymi na 1200 miejsc postojowych.